# Communauté de communes du Pays de Caulnes
Die Communauté de communes du Pays de Caulnes ist ein ehemaliger französischer Gemeindeverband mit der Rechtsform einer Communauté de communes im Département Côtes-d’Armor, dessen Verwaltungssitz sich in dem Ort Caulnes befand. Sein Einzugsgebiet lag im Osten des Départements. Der am 24. Dezember 1992 gegründete Gemeindeverband bestand aus acht Gemeinden, Präsident des Gemeindeverbandes war zuletzt Mickaël Chevalier.

## Aufgaben des Gemeindeverbands
Da die Mehrzahl der Gemeinden sehr klein war und Bürgermeister (Maires) im Nebenamt hatten, war die Communauté für verschiedene Aufgaben der beteiligten Gemeinden zuständig. Es bestehen mehrere Kommissionen (z. B. für Umweltschutz, Sport, wirtschaftliche Entwicklung etc.), welche übergemeindlich tätig waren.

## Historische Entwicklung
Mit Wirkung vom 1. Januar 2017 fusionierte der Gemeindeverband mit der Dinan Communauté und der Communauté de communes Plancoët-Plélan und bildete so die Nachfolgeorganisation Dinan Agglomération.

## Ehemalige Mitgliedsgemeinden
Der Communauté de communes du Pays de Caulnes gehörten alle acht Gemeinden des ehemaligen Kantons Caulnes an:
| Gemeinde              | Einwohner 1. Januar 2022 | Fläche km² | Dichte Einw./km² | Code INSEE | Postleitzahl |
| --------------------- | ------------------------ | ---------- | ---------------- | ---------- | ------------ |
| Caulnes               | 2.506                    | 31,36      | 80               | 22032      | 22350        |
| La Chapelle-Blanche   | 211                      | 7,92       | 27               | 22036      | 22350        |
| Guenroc               | 217                      | 7,39       | 29               | 22069      | 22350        |
| Guitté                | 711                      | 14,53      | 49               | 22071      | 22350        |
| Plumaudan             | 1.403                    | 17,83      | 79               | 22239      | 22350        |
| Plumaugat             | 1.156                    | 40,43      | 29               | 22240      | 22350        |
| Saint-Jouan-de-l’Isle | 456                      | 8,09       | 56               | 22305      | 22350        |
| Saint-Maden           | 220                      | 6,56       | 34               | 22312      | 22350        |